# Неґова (гміна)
Гміна Неґова (пол. Gmina Niegowa) — сільська гміна у південній Польщі. Належить до Мишковського повіту Сілезького воєводства.
Станом на 31 грудня 2011 у гміні проживало 5729 осіб.

## Територія
Згідно з даними за 2007 рік площа гміни становила 87.57 км², у тому числі:
- орні землі: 78.00%
- ліси: 14.00%

Таким чином, площа гміни становить 18.30% площі повіту.

## Населення
Станом на 31 грудня 2011:
| Опис     | Загалом | Загалом | Чоловіки | Чоловіки | Жінки | Жінки |
| -------- | ------- | ------- | -------- | -------- | ----- | ----- |
| одиниця  | осіб    | %       | осіб     | %        | осіб  | %     |
| все      | 5729    | 100     | 2874     | 50.17    | 2855  | 49.83 |
| міське   | 0       | 100     | 0        |          | 0     |       |
| сільське | 5729    | 100     | 2874     | 50.17    | 2855  | 49.83 |

## Сусідні гміни
Гміна Неґова межує з такими гмінами: Влодовіце, Жаркі, Іжондзе, Крочице, Лелюв, Янув.